# Pyrotheriidae
I Piroteriidi (Pyrotheriidae) erano una famiglia dei Piroteri, mammiferi fossili vissuti in Sudamerica durante il Cenozoico.
Erano la principale famiglia dell'ordine. Si diffusero dall'Argentina al Brasile, Venezuela e Colombia durante l'Eocene fino all'Oligocene inferiore.

## Generi
- Baguatherium
- Berracotherium
- Carolozittelia
- Griphodon
- Propyrotherium
- Pyrotherium